# 14267 Zook
14267 Zook eller 2000 AJ153 är en asteroid i huvudbältet som upptäcktes den 6 januari 2000 av LONEOS vid Anderson Mesa Station. Den är uppkallad efter astronomen Herbert A. Zook.